# Saipipi
Saipipi ist ein Dorf im Osten von Savaiʻi im pazifischen Inselstaat Samoa.

## Geographie
Das Dorf gehört zum Wahlbezirk (electoral constituency, Faipule District) Faʻasaleleaga III im größeren Distrikt (Itumalo) Faʻasaleleaga. 2006 wurden 657 Einwohner gezählt.
Saipipi liegt in einer Bucht der Ostküste zwischen Lano und Sapini. Beim Ort liegt auch das Amoa College und das Malietoa Tanumafili II Hospital (Tuasivi).